# Fondazione Chovanskij
La Fondazione Chovanskij (in russo Фонд Хованского?, Fond Chovanskogo) è un'organizzazione senza scopo di lucro costituita per il sostegno agli insegnanti. Fondata a Voronež nel 1899, si autofinanzia con fondi propri e con donazioni da parte delle associazioni dei cittadini.

## Мotto
Il motto della Fondazione, secondo le parole di A. A. Chovanskij, è: «Il tesoro della conoscenza è inestimabile; si distingue dal fatto che la persona che fa un dono non lo perde ma, al contrario, una donazione qui fatta è anche un acquisto, perché l'arricchimento dell'istruzione pubblica arricchisce colui che ha donato».

## Storia
Alla morte dell'editore Chovanskij (29 gennaio 1899) furono creati la Fondazione e il Premio per i migliori insegnanti. La Fondazione e la rivista Annali della Filologia cessarono però la loro attività  nel 1917.
Il 4 novembre 2009 la Fondazione è stata ricostituita in occasione del 110º anniversario, mantenendo lo scopo di sostenere gli insegnanti e gli editori.

## Аttività
L'obiettivo della Fondazione consiste nel premiare i migliori insegnanti di lingua russa e di storia al fine di fornire supporto economico ai vincitori dello speciale concorso "La parola viva". Un altro scopo del Fondo è quello di istituire un premio annuale per gli editori. Dal 2012 il Fondo dà l'appoggio alla creatività di Arkadij Davidovič.
La Fondazione svolge attività editoriale, didattica e scientifica nei campi della linguistica e della mitologia comparata, della storia locale, della psicologia sociale ed etnica, della psicolinguistica e della semiotica.